# Ball’s Pyramid
Ball’s Pyramid ist eine unbewohnte Felsinsel in Form eines Brandungspfeilers, die etwa 600 Kilometer östlich des australischen Festlandes in der Tasmansee liegt. Sie gehört zur australischen Lord-Howe-Inselgruppe und liegt rund 20 Kilometer südöstlich der Lord-Howe-Insel, der Hauptinsel der Gruppe.

## Geologie
Die knapp 1100 × 300 Meter messende Insel besteht hauptsächlich aus einem imposanten, 562 m hohen Felsen in Form einer Pyramide. Ball's Pyramid ist der Überrest eines ungefähr sieben Millionen Jahre alten Schildvulkans.

## Naturschutz

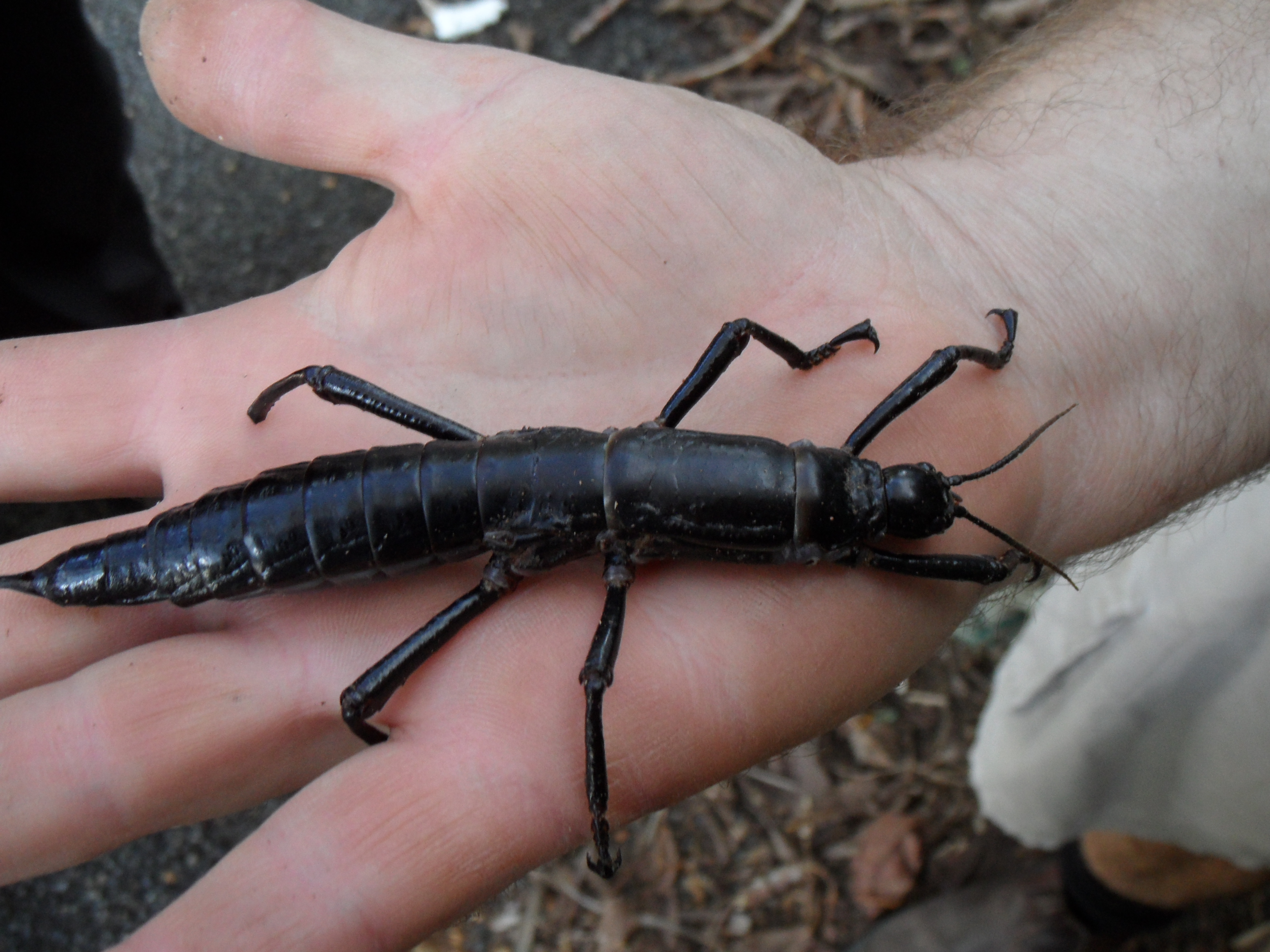
Weiblicher Baumhummer

Die Insel und einige kleinere, sie unmittelbar umgebende Eilande (etwa Observatory Rock, Wheatsheaf Islet und Southeast Rock) sind Teil des Meeresschutzgebiets Lord Howe Island Marine Park.
Auf Ball’s Pyramid wurde bei einer Expedition in den Jahren 2000/2001 die große, lange für ausgestorben erachtete Art Baumhummer (Dryococelus australis) wiederentdeckt.

## Geschichte
Die Felsinsel wurde 1788 von dem britischen Marineoffizier Henry Lidgbird Ball im Zuge der Sichtung der weit größeren benachbarten Lord-Howe-Insel entdeckt. Den ersten überlieferten Besuch der Insel machte der Geologe Henry Wilkinson im Jahr 1882. Die Erstbesteigung des Felsens erfolgte am 14. Februar 1965 durch eine australische Seilschaft aus Sydney. Seit 1982 ist das Klettern auf Ball’s Pyramid verboten.

## Ansichten

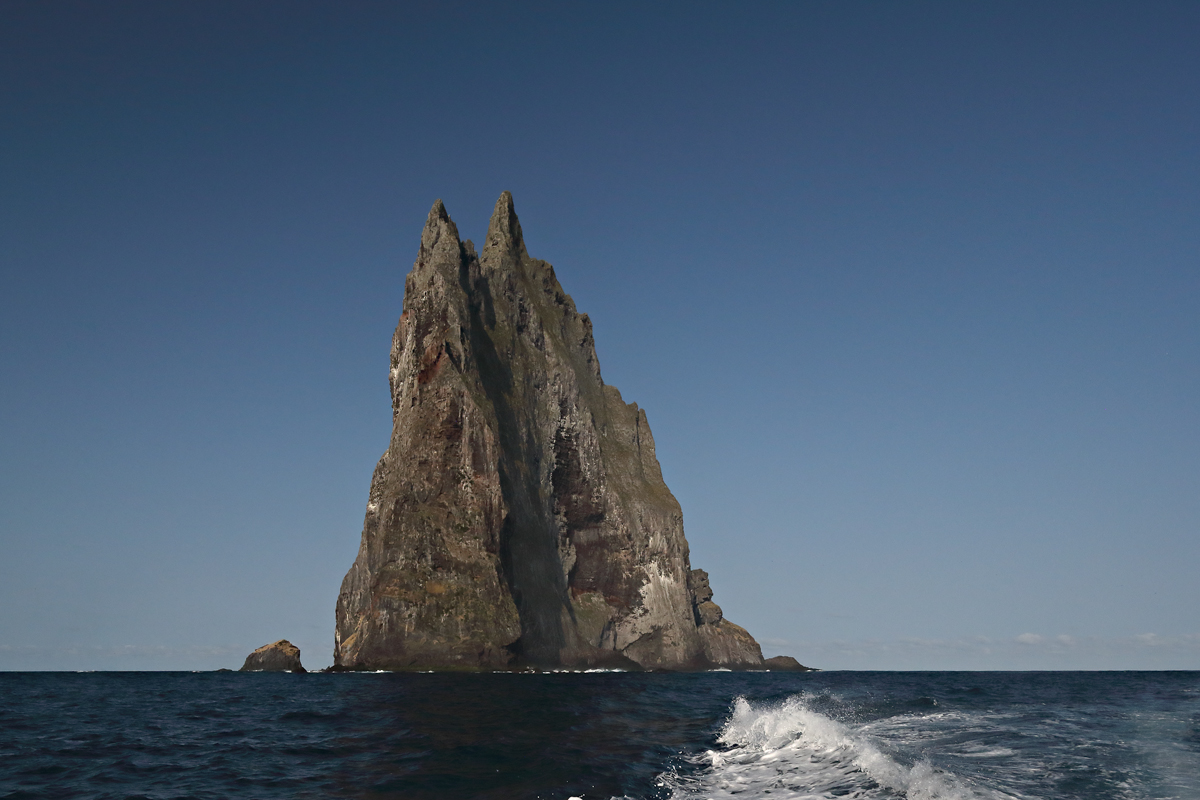
Ball’s Pyramid
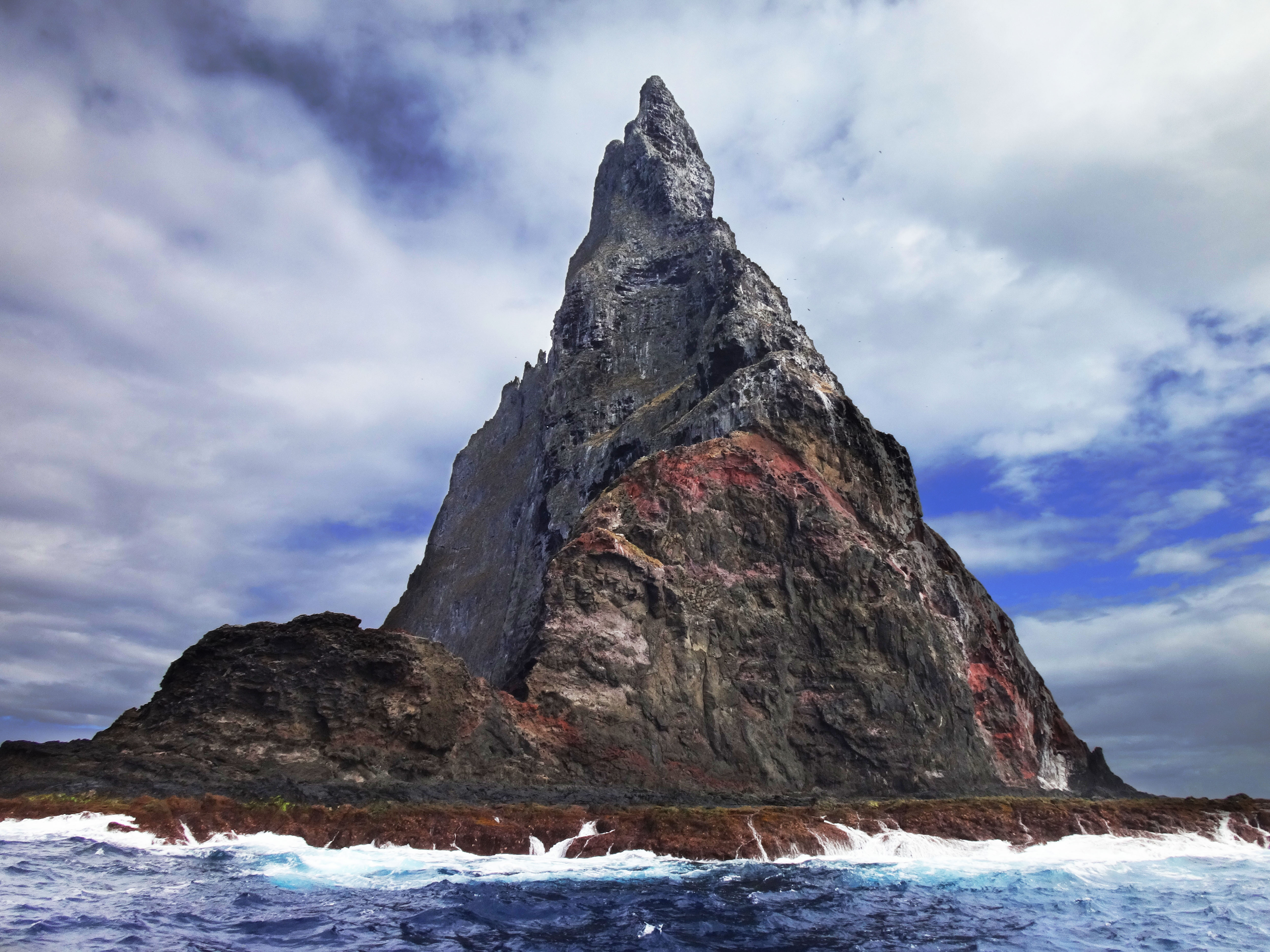
Ball’s Pyramid
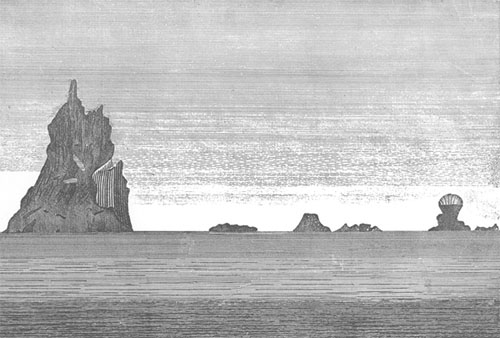
Historische Darstellung der Insel von 1789